# Eliana Navarro
Œuvres principales
- Tres poemas. Plaquette, Carmelo Soria éditeur, Santiago, 1951.
- Antiguas voces llaman. Grupo Fuego de la Poesía, Santiago, 1955.
- La ciudad que fue. Editorial Universitaria, Santiago, 1965.
- La pasión según San Juan. Ediciones de la Biblioteca del Congreso Nacional, Santiago, 1981.
- La Flor de la Montaña. Editorial Universitaria, Santiago, 1995.

Compléments
- Œuvre postuhme :Ángelus de Mediodía. Editorial Universitaria, Santiago, 2008.

Eliana Navarro (née à Valparaíso en 1920 – morte à Santiago en 2006) est une poète chilienne.

## Biographie
Eliana Navarro est née à Valparaíso le 19 juillet 1920. Son père, Fortunato Navarro Herrera, fut député de la province de Cautín et vice-président de la Chambre des Députés du Chili ; sa mère, Guillermina Barahona Soriano, fut professeur normalienne. En 1923, la famille s’installa au fundo El Peral, proche de la petite ville de Trovolhue, dans la province de Cautín.
Inspirée par le paysage de cette province et influencée par le poète régional Augusto Winter, Eliana écrit, à l’âge de sept ans, La Laguna de Trovolhue, l’un de ces premiers poèmes. À quatorze ans, elle collabore déjà dans les mensuels nationaux Margarita et En Viaje. Après avoir fini ces études secondaires au lycée Colegio Santa Cruz de Temuco, elle part pour Santiago, où elle étudie la philosophie et le droit à l’Universidad Católica et à l’Universidad de Chile. À vingt-cinq ans, elle se marie avec le poète José Miguel Vicuña (es) qu’elle a connu à la faculté de droit de l’Universidad de Chile. À ses débuts littéraires, Eliana Navarro trouva dans Desolation de Gabriela Mistral, l’une de ses lectures les plus marquantes, tout autant que dans les poètes espagnols Antonio Machado ou Miguel Hernández ou chez les dramaturges du Siècle d’or. Très tôt, sa poésie fut l’objet de nombreux éloges de la part de ses pairs et particulièrement de la part de la critique littéraire nationale comme celle d’Hernán Díaz Arrieta (es) (Alone).
En 1951, elle publie Tres poemas, son premier ouvrage. Quatre ans après, elle entre au Grupo Fuego de la Poesía, fondé par les poètes José Miguel Vicuña (es) et Carlos René Correa (es). En 1955, elle publie dans les éditions du Grupo Fuego, Antiguas voces llaman. Les revues Calicanto et la Revista Literaria de la Sociedad de Escritores de Chile, publient fréquemment, dans cette période, ses poèmes. Eliana fut déléguée au congrès du PEN club célébré à Francfort-sur-le-Main en 1959. En 1963, elle assiste comme représentante de la Société des Écrivains chiliens (SECH) au Congrès Mondial des Femmes pour la Paix, à Moscou. En 1965, son livre de poèmes La ciudad que fue, publié par Editorial Universitaria avec un prologue de Gastón von dem Bussche (es), obtient le prix Pedro de Oña.
Elle travailla pendant plus de quarante ans à la Bibliothèque du Congrès National du Chili (es) où elle fut durant de longues années chef de la section de Catalogage. En 1973, elle fonda avec sa famille la compagnie de théâtre Mediodía qui débuta sous la direction de Teodoro Lowey avec la mise en scène de l’auto-sacramentel La pasión según San Juan, devant un public de 10 000 personnes rassemblé sur l’esplanade du Templo Votivo de Maipú (Pâques 1973). Ce poème pour voix et chœur, publié en 1980, obtint le prix de l’Académie chilienne de la langue. En 1981, elle est spécialement invitée au Congrès international de littérature féminine du Mexique. En 1995, Editorial Universitaria publie, dans la collection El Poliedro y El Mar, son livre de poèmes La Flor de la Montaña. À plusieurs reprises, elle a été candidate au prix national de Littérature. Elle a été aussi de nombreuses fois jury des concours de poésie, comme celui du Fondo del Libro y la Lectura. Ses poésies intègrent régulièrement les livres du programme scolaire national.
De sa longue vie d’écrivain, il y a bon nombre d’ouvrages encore non publiés. L’un d’eux est Profesión de silencio, qui aborde principalement les sentiments d’injustice et la douleur devant la répression soufferte sous la dictature militaire.
Mariée avec le poète José Miguel Vicuña (es), elle a été mère de sept enfants : Ariel Vicuña, poète et compositeur ; Ana María Vicuña, philosophe et professeur en langues classiques ; Miguel Vicuña, poète et philosophe ; Juan Vicuña, chimiste, victime de la torture sous la dictature ; Leonora Vicuña, photographe renommée ; Rodrigo Vicuña, éditeur ; et Pedro Vicuña, poète et acteur.
Sa poésie a fait l’objet d’études dans diverses universités chiliennes et étrangères, et ses vers apparaissent dans de nombreuses anthologies américaines.
Le 5 juin 2006, à quatre-vingt-cinq ans, Eliana Navarro meurt à son domicile, victime d’une thrombose cérébrale.

## Œuvres
- Tres poemas, Plaquette, Carmelo Soria éditeur, Santiago, 1951.
- Antiguas voces llaman, Grupo Fuego de la Poesía, Santiago, 1955.
- La ciudad que fue, Editorial Universitaria, Santiago, 1965.
- La pasión según San Juan, Ediciones de la Biblioteca del Congreso Nacional, Santiago, 1981.
- La Flor de la Montaña, Editorial Universitaria, Santiago, 1995.

## Œuvre posthume
- Ángelus de Mediodía, Editorial Universitaria, Santiago, 2008.

## Distinctions
- Prix Pedro de Oña, 1965.
- Prix de l’Académie chilienne de la langue, 1980.